# Juan de Vergara
Juan de Vergara (Toledo, 4 settembre 1492 – Toledo, 20 febbraio 1557) è stato un umanista spagnolo, fratello di Francisco de Vergara e Isabel de Vergara, noto per aver tradotto delle opere di Erasmo da Rotterdam.

## Biografia
Juan de Vergara, canonico di Toledo, apparteneva a una famiglia di conversi per parte di madre, il lato paterno era invece di origine italiana. Era nipote di Tomás de Cortona, stabilitosi a Medina del Campo, e figlio di Jorge de Vergara e Leonor Martínez de Alcocer, che avevano altri cinque figli: Bernardino Tovar, Francisco de Vergara, Tomás de Cortona, María de Vergara (monaca a Santo Domingo el Real, Toledo), e Isabel de Vergara.
È stato uno degli studiosi che hanno lavorato alla Bibbia Poliglotta Complutense finanziata dal cardinale Francisco Jiménez de Cisneros. Il suo ruolo era, in collaborazione con Bartolomé de Castro, di confrontare i testi greci e anche di tradurre le parti greche dell'Antico Testamento e i libri sapienziali della Bibbia, incluso l'Ecclesiaste. Cisneros gli commissionò anche la traduzione in latino delle opere di Aristotele. Questa traduzione non fu mai pubblicata a causa della morte del cardinale, ma Vergara aveva già tradotto la Fisica, il De anima e gran parte della Metafisica.
Fu uno dei pochi che osò dichiarare la falsità del Berosso di Annio da Viterbo nel suo Tratado de las ocho questiones del templo propuestas por el illmo. Señor Duque del Infantazgo, (1552) che non sarebbe stato ristampato fino al 1781, ed era inizialmente era stato scelto dall'Università per realizzare la biografia di Cisneros, che sarebbe stata infine affidata all'amico professore Álvar Gómez de Castro, poiché Vergara fu accusato di essere luterano e imprigionato nel 1533 dall'Inquisizione di Toledo, rovinandogli la carriera. Dopo questi eventi, riacquistò la sua piena libertà solo nel 1547. Fino ad allora aveva ricoperto la cattedra di filosofia all'Università di Alcalá de Henares ed era stato un grande ammiratore, seguace e amico di Erasmo da Rotterdam, che incontrò personalmente nelle Fiandre e con cui intratteneva uno scambio epistolare dalla Spagna, lodando lo stile delle sue opere.
Suo fratello Francisco era professore di greco nella stessa università e sua sorella Isabella era anche lei una donna istruita e traduttrice delle opere di Erasmo.
La persecuzione scatenata contro i sostenitori di Erasmo lo raggiunse dopo la morte del suo protettore Fonseca; i suoi nemici cercarono un modo per distruggerlo e, secondo Francisco de Encinas, "fu arrestato dall'Inquisizione, solo perché favoriva Erasmo e approvava i suoi libri". Fu rimesso in libertà dopo alcuni anni di carcere.
Como poeta ha lasciato delle opere nello stile di Teofilo Folengo, come La Callioperria.

## Pedro Alcocer
È possibile che Juan de Vergara abbia usato lo pseudonimo Pedro de Alcocer, il quale è noto per essere l'autore di Hystoria o Descripción de la imperial cibdad de Toledo, adonde se tocan y refieren muchas antigüedades y cosas notables de la Historia general de España. Agora nuevamente impressa en Toledo, opera pubblicata a Toledo nel 1551 e successivamente ristampata a Toledo da Juan Ferrer nel 1554 e a Madrid nel 1641 in quarto. Secondo Tomás Tamayo de Vargas e Andrés Burriel, quest'opera è stata scritta in tutto o in parte da Juan de Vergara.